# Leucopis bosqi
Leucopis bosqi är en tvåvingeart som beskrevs av Blanchard 1938. Leucopis bosqi ingår i släktet Leucopis och familjen markflugor. Inga underarter finns listade i Catalogue of Life.